# 鈴木樹里
鈴木 樹里（すずき じゅり、1999年10月28日 - ）は、愛知県新城市出身の女子競輪選手。日本競輪選手会福島支部所属（当初は愛知支部所属）、ホームバンクは泉崎国際サイクルスタジアム。日本競輪学校（当時。以下、競輪学校）第116期生。師匠は小林信晴（83期）。

## 経歴
中学生のときにテレビでガールズケイリンを観て豊橋競輪場の愛好会に参加、桜丘高等学校入学後は自転車競技部に入部し、2016年全国高等学校選抜自転車競技大会ケイリン2位、インターハイ500mタイムトライアル2位という実績を残した。
2018年1月12日、競輪学校第116回技能試験に合格。在校競走成績は2位（26勝）。卒業記念レースは1着。
2019年7月10日、豊橋競輪場でデビューし6着。初勝利は同年12日の同場、初優勝は同年11月24日の取手競輪場で挙げた（完全優勝）。
2022年5月15日、養成所で同期であった鈴木涼介（福島、115期）と入籍。2023年2月9日付けで夫の所属する福島支部へと移籍。
2024年5月の別府FII終了後から産休に入り、2025年2月8日、第1子である長男を出産した。